# Río Zusha
El río Zusha (del ruso: Зуша) es un río del óblast de Oriol, en Rusia, afluente por la derecha del Oká, por lo que pertenece a la cuenca hidrográfica del Volga. Tiene una longitud de 234 km. El área de su cuenca hidrográfica es de 6,950 km². El Zusha permanece helado desde principios de diciembre a finales de marzo. El río Néruch es su mayor tributario, y otros menores son el río Chern y el río Snézhed. El Zusha es navegable desde Mtsensk. Atraviesa asimismo la ciudad de Novosil.